# Голокост у Кременчуці
Голокост у Кременчуці — це систематичне винищення євреїв на території міста Кременчука, окупованого нацистською Німеччиною у роки Другої світової війни.

## Ситуація напередодні Другої світової війни
Напередодні Другої світової війни (1939 р.) у місті проживало 19 880. Після нападу Третього Райху на Радянський Союз у червні 1941 р. близько 2/3 євреїв Кременчука вирішили евакуюватися на Схід. Разом з тим, для частині населення було важко повірити, що німецькі війська так швидко будуть просуватись вглиб територій. Наприклад, Єфім Кричевський, уродженець Кременчука стверджував, що «Ми були впевнені в непереможності нашої доблесної Червоної армії, а в разі війни бойові дії будуть вестися на чужій території». Через низку причин: пізню організовану евакуацію, яка розпочалася лише в серпні 1941 року та через те, що багато євреїв відмовилися евакуюватися (вони сприймали німців як культурну націю) на Полтавщині в цілому залишилося чимало місцевого населення, в тому числі і євреїв. У Кременчуці до війни мешкало більш ніж 20 тис. євреїв, на момент окупації в місті залишилося більше ніж 7 тисяч.

## Окупація Кременчука та Голокост
Відступаючи Червона армія поспіхом підірвала залізничні мости через Дніпро в ряді міст, в тому числі і в Кремечуці. 9 вересня війська 17-ї німецької армії окупували Кременчук. Місто залишалося під керівництвом військового командування груп армій Південь до вересня 1942 року. Саме органи військової влади перший рік окупації Кременчука налагоджували управлінську структуру в місті. Ці органи перебували у безпосередньому управлінні армійського тилового командування групи армій «Південь». За одними даними у Кременчуці 26 вересня 1941 р. був проведений перепис населення, згідно з яким 3 500 осіб були зареєстровані як євреї і ще близько 100 сімей — як змішані сім'ї. За іншими даними вже через тиждень після захоплення Кременчука військова адміністрація наказала зареєструвати євреїв, а також в обов'язковому порядку вони мали носити на рукаві зірку Давида. Ймовірно причиною реєстрації єврейського населення не в перші дні, а через тиждень було пов'язано з тим, що велися ремонтні роботи з відновлення мосту. Вже 19 вересня 1941 р. в «Донесении о событиях в СССР № 88» було зазначено:
«Передовая команда 4б, которая до сих пор находилась в Крюкове, тем временем переместилась в Кременчуг. Работа в г. Кременчуге, который сильно пострадал от военных действий, была начата немедленно. Сама команда прибудет после того, как будет готов мост через реку, который сейчас строится». 
У період з 13 до 26 вересня 1941 р. зондеркоманда 4б на чолі зі штурмбанфюрером СС Гюнтером Германом розстріляла 125 євреїв.
Вже наступного дня 27 вересня військовий комендант Кременчука наказав євреям переїхати до гетто, що базувалося в бараках на вулиці Леніна, 22 у передмісті Ново-Іванівки. У євреїв були вилучені документи та вони були позбавлені всіх володінь. Майно євреїв, які були переселені до гетто, було розграбоване. В гетто було зібрано близько 3 тис. євреїв Кременчука та околиць. Було введено комендантську годину та інші обмеження для євреїв: їм не дозволялося відвідувати «арійську частину міста», а також спілкуватися з українцями. А бургомістру, яким на той час був призначений Синиця-Верховський, чия біографія досі залишається невідомою, було доручено вирішення питань, пов'язаних із врегулюванням документації для євреїв, які мали виконувати різні трудові роботи, такі як, наприклад, прибирання вулиць.
У «Донесении о событиях в СССР № 111 от 12 октября 1941 г.» про Кременчук зазначалося:
 «Передовая команда ЗК 4б вступила в Кременчуг вместе с боевыми частями…Город имел около 89 000 жителей, из них около 40 % евреи. Все интересующие нас лица, как обычно, бежали, в том числе большая часть евреев. В городе, а также в окрестностях начаты розыски и уже частично привели к успеху. Было арестовано и прикончено некоторое количество функционеров среднего звена».
На середину листопада більшість євреїв Кременчука вже перебувала у гетто, проте була частина жителів, які переховувались. Ці євреї потребували допомоги, зазвичай місцеві жителі надавали їм різні види допомоги. Наприклад, бургомістр Кременчука Синиця-Верховський намагався вихрестити певну кількість євреїв, але його було викрито і вбито. У звіті айнзацгруп від 6 березня 1942 р. зазначено: «Бургомистр города уполномочил главного священника, протоиерея Романского, крестить евреев, которых он выбрал, и давать им русские христианские имена. Его немедленный арест предотвратил появление еще большего количества евреев, которые смогли бы ускользнуть от германского контроля».
У «донесении о событиях в СССР № 156 от 16 января 1942 г.» про це зазначалося: «В ходе проверки подозрительных элементов был арестован и расстрелян бургомистр Кременчуга Сеница-Вершовски… Своим распоряжением от 28.9.41 он сознательно саботировал обращение с евреями тем, что велел крестить большое число евреев, чтобы таким способом увести их из-под немецкого контроля».
Дослідник Андрей Анґрік у своїй праці «Знищення та праця: євреї і Транзитний шлях IV в Центральній Україні» зазначає, що євреїв Кременчука восени 1941 р. використовували в якості робочої сили. За наказом міського голови близько 1 100 євреїв було розміщено у таборі з бараками, з них він використовував «кількасот чоловік на дорожніх роботах щоденно». Ті, хто щоденно працювали на примусових роботах отримували на день 400 грам хліба, а для тих, хто залишався у гетто норма складала 200 грам.
У звіті фельдкомендатури 239 от 24 жовтня 1941 р. про діяльність з 15 вересня до 15 жовтня 1941 р. зазначено:
«…В г. Кременчуг еще якобы живет 2000-3000 евреев; они, по-видимому, не были охвачены только что закончившейся переписью и поэтому не взяты на учет. Так как они постоянно меняют свое место жительства, привлечь их к работам невозможно. Контрибуции на евреев в районе деятельности FK (фельдкомендатуры) еще не налагались».
За одним даними 28 жовтня 1941 р. близько 2000 євреїв з гетто та сіл навколо Кременчука було зібрано та розстріляно за межами міста. У гетто залишилося близько 500 євреїв. За даними дослідника Голокосту Олександра Круглова, 28 жовтня було вбито 3 тис. євреїв-жителів Кременчука та околиць.
За одними даними протягом періоду з 27 вересня по 7 листопада 1941 року було вбито близько 8 тис. євреїв Кременчука.
За іншими даними вбивства євреїв продовжувалися, але вже у невеликих групах, а саме: у період з 5 по 19 листопада було вбито 285 євреїв (147 чоловіків, 101 жінку та 37 дітей). У «Донесениях высшего фюрера СС и полиции Россия-Юг» від 11.11.41 р. у пункті 3 (результати) зазначено, що: «оператывный штаб ХССПФ Россия-Юг ликвидирует в Кременчуге 16 евреев (6 мужчин, 7 женщин, 3 детей), в том числе 1 политического комиссара», в аналогічному документі від 15.11.41 р. зазначалося: "оперативный штаб ХССПФ Россия-Юг ликвидирует в Кременчуге 103 еврея (58 мужчин, 38 женщин, 7 детей). У рапорті фельдкомендатури Кременчуцького району за місяць (з 15 жовтня по 15 листопада) зазначено: «Кременчук майже очищений від євреїв. Два лікарі-єврея залишені для лікування місцевого населення». Незважаючи на це, певна кількість євреїв ще проживала в гетто. В листопаді та грудні 1941 року німці продовжували розстріли невеликих груп євреїв. Зокрема в «Донесении высшего фюрера СС и полиции Россия-Юг от 20.12.41 г.» зазначено, що: «оперативный штаб ХССПФ Россия-Юг ликвидирует в Кременчуге 9 евреев (7 мужчин, 2 женщины).  У січні 1942 р. були ліквідовано останні групи євреїв.
Точну кількість загиблих євреїв Кременчука встановити важко через розрізненість даних в джерелах. Дослідники в цілому зазначають, що це близько 8 тис.

## Праведники народів світу у м. Кременчук
Незважаючи на те, що нацисти погрожували розправитися з тими місцевими жителями, які будуть надавати будь-яку допомогу євреям, все ж знаходилися люди, які простягали руку допомоги. На 2018 рік Яд Вашем офіційно присвоїв звання «Праведник народів світу» чотирьом жителям Кременчука, а саме: Кириченко Ганні (рік присвоєння — 1993 р.), Овсяннікову Андрію (2012 р.), Овсянніковій Броніславі (2012 р.) та Освянніковій Валентині (2012 р.).
Кириченко Ганна на початок Другої світової війни мешкала у Кременчуці, мала двох доньок. Після окупації Кременчука на початку вересня 1941 р., у місті був облаштований табір для військовополонених «Шталаг 346». Одним із в'язнів цього табору був Петро Коганзон, якому вдалося приховати своє етнічне походження. Петро та Ганна познайомилися і жінка почала надавати йому допомогу, а саме: приносила чоловіку їжу, ліки та зимовий одяг. Згодом, у квітні 1941 р. жінка допомогла Петру Коганзону втекти з табору і почала переховувати його у себе вдома. Завдяки зв'язкам Ганни Кириченко з місцевими підпільниками, їм вдалося дістати для Петра документи з українським ім'ям. Після цього чоловік деякий час ще перебував у Кременчуці, а згодом вирішив перетнути лінію фронту і вирушив до Полтави, де йому надавала допомогу Валентина Захарченко та її чоловік Микола'. Подружжя знало, що Петро — єврей, проте, незважаючи на це, вони надавали йому житло та іншу допомогу. Коли Петро зрозумів, що йому не вдасться перетнути лінію фронту, він повернувся до Кременчука. До закінчення окупації міста Петро Коганзон жив під вигаданим ім'ям. У 1990-х роках Петро Коганзон емігрував до Америки, проте навіть після цього він підтримував теплі відносини зі своїми рятівниками.
Сім'я Овсяннікових у складі чоловіка Андрія, дружини Бронеслави та доньки Валентини також під час окупації надавали допомогу сім'ї Дашевських (Любові, Зінаїді та Марії). Сім'я Овсянникових надавала житло та, очевидно, предмети першої необхідності. За цю допомогу Андрія, Бронеславу та Валентину 19 грудня 2012 р. було удостоєно званням «Праведник народів світу».

## Пам'ять

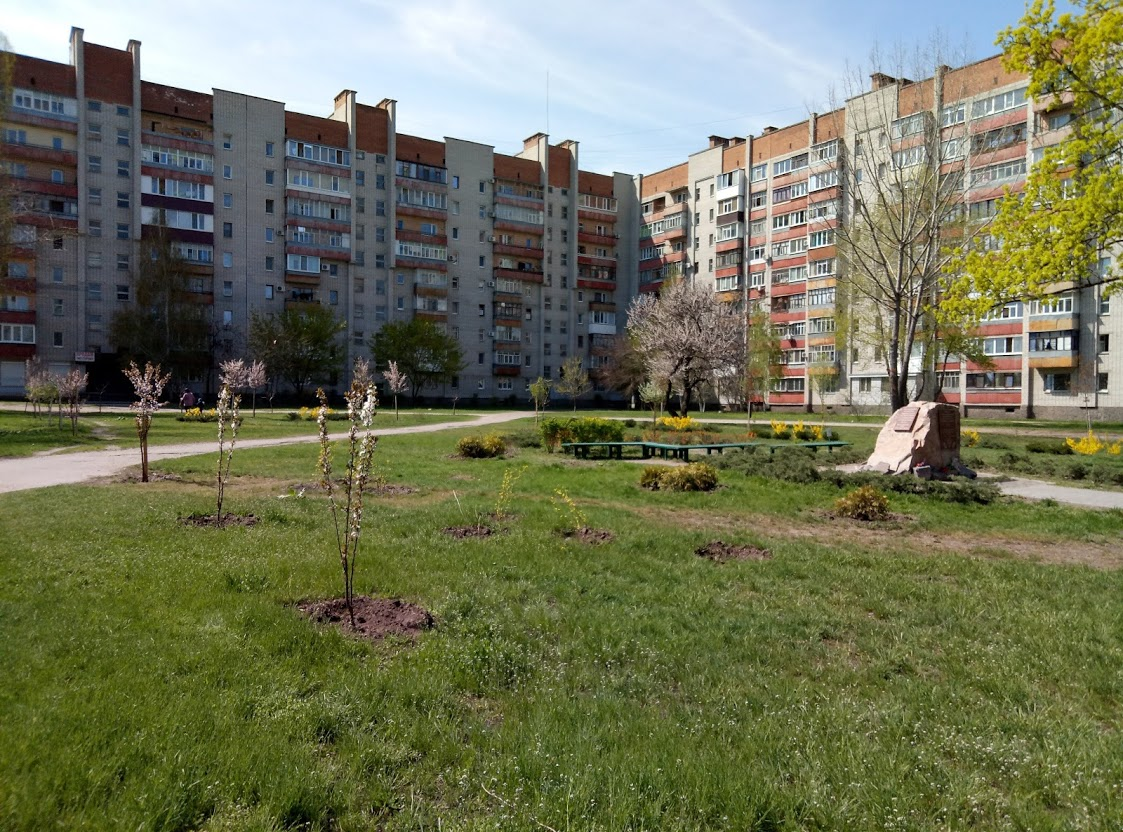
Меморіальний сквер пам'яті жертв Голокосту

21 вересня 2017 року у парку Миру відкрито пам'ятний знак «Праведникам світу» на Алеї Праведників.
На табличці, прикріпленій на кам'яному знаку, викарбовано прізвища та імена 40 кременчужан, яких за подвиги в Другу світову війну та допомогу представникам єврейської національності, пораненим і військовополоненим зарахували до списку «праведників світу».
Рішенням Кременчуцької міської ради від 28 серпня 2012 року було утворено Меморіальний сквер «Пам'яті жертв Голокосту» по вул. Київській у районі будинку № 59.